# Eva Skalníková
Eva Skalníková (* 15. ledna 1985 Nové Město na Moravě) je bývalá česká běžkyně na lyžích, která závodila v letech 2002–2012.
Startovala na Zimních olympijských hrách 2010, kde v závodě na 30 km klasicky doběhla na 47. místě. S českým družstvem se v závodě štafet umístila na 12. příčce. Zúčastnila se Mistrovství světa 2009 (individuálně nejlépe 45. místo na 10 km klasicky) a v letech 2005, 2007 a 2011 také Zimních univerziád.